# プラーリ
プラーリ（伊: Prali）は、イタリア共和国ピエモンテ州トリノ県にある、人口約300人の基礎自治体（コムーネ）。

## 地理

### 位置・広がり

#### 隣接コムーネ
隣接するコムーネは以下の通り。FR-05はフランスのオート＝アルプ県所属を示す。
- Abriès (FR-05)
- アングローニャ
- ボッビオ・ペッリーチェ
- ペッレーロ
- プラジェラート
- サルツァ・ディ・ピネローロ
- サウゼ・ディ・チェザーナ
- ヴィッラール・ペッリチェ

## 行政

### 分離集落
プラーリには、以下の分離集落（フラツィオーネ）がある。
- Campo del Clot, Ciai, Cugno, Ghigo (capoluogo), Giordano, Indritti, Malzat, Orgiere, Pomeifrè, Pomieri, Ribba, Rodoretto, Villa

## 姉妹都市
- Abriès、フランス